# Herman Kling

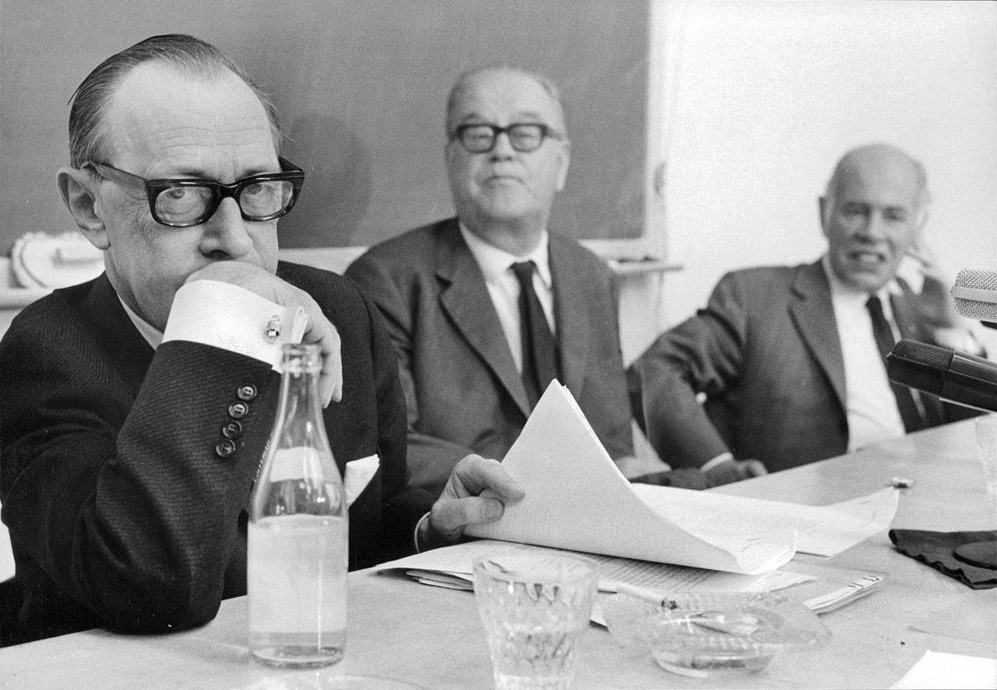
Herman Kling (längst till vänster) med statsminister Tage Erlander och handelsminister Gunnar Lange 1969.

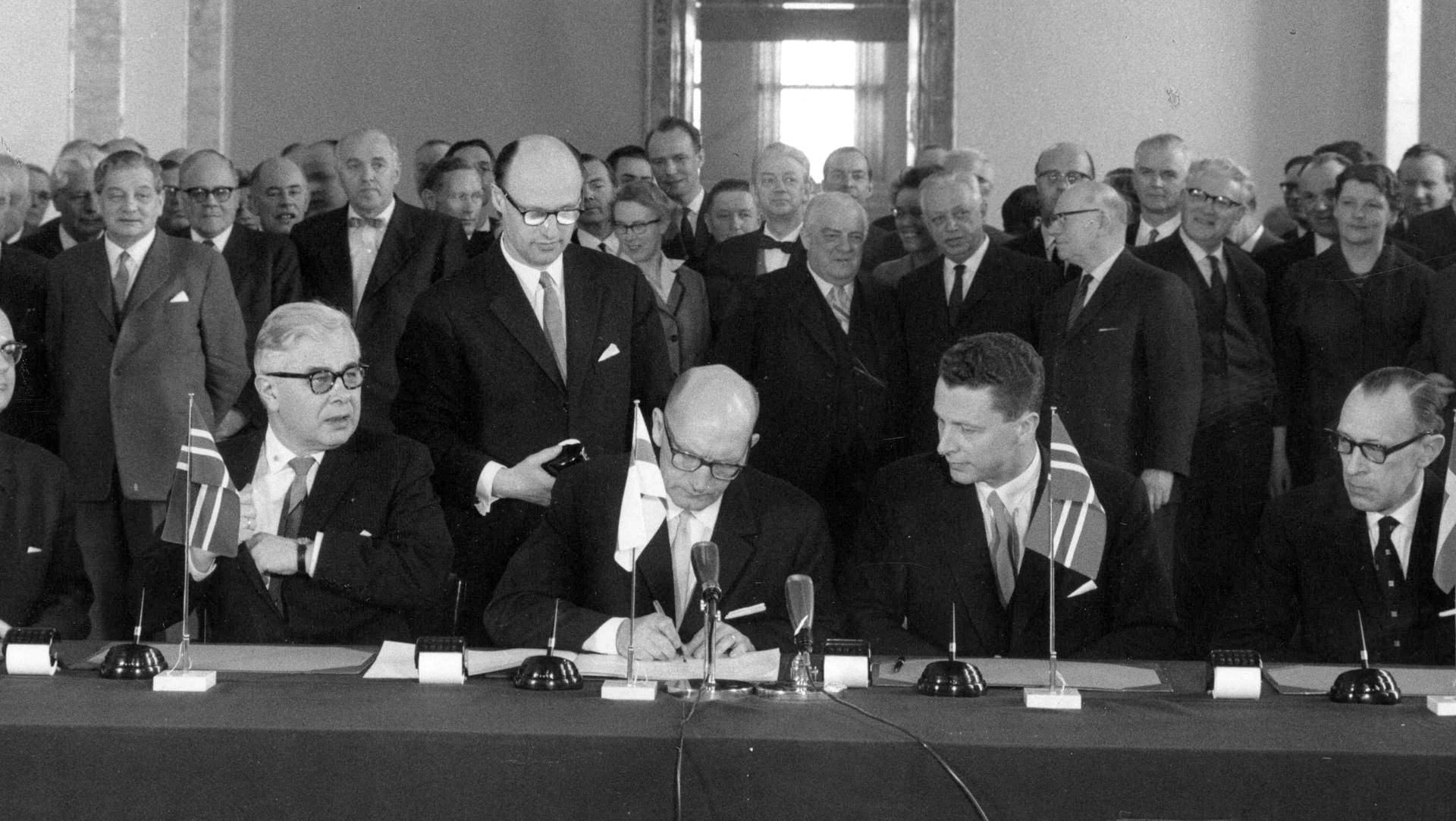
Herman Kling (längst till höger) vid undertecknandet av Helsingforsavtalet 1962.

Erik Herman Kling, född 12 juli 1913 i Västanfors församling, Västmanlands län, död 13 juni 1985 i Malmö Sankt Petri församling, var en svensk politiker (S) som var justitieminister 1959–1969 och ambassadör i Danmark och i Portugal.

## Biografi
Herman Kling föddes i Västanfors som son till handlanden August Kling och Hilda Östling. Han avlade juris kandidatexamen 1938 och blev samma år extra ordinarie notarie. Åren 1944–1945 var han sakkunnig vid Stockholms rådhusrätt, och blev därefter tillfälligt lagbyråchef. År 1947 hamnade han på jordbruksdepartementet som expeditionschef, vilket han var till 1950, då han utsågs till statssekreterare i civildepartementet. År 1956 blev Kling generaldirektör och chef för statskontoret. Åren 1952–1956 var Kling därtill ordförande i riksgäldsfullmäktige, 1954–1957 vice ordförande i Sveriges allmänna hypoteksbank, och styrelseledamot av AB Atomenergi från 1956.
Han var konsultativt statsråd 1957–1959 och utnämndes till justitieminister den 27 november 1959 då Ingvar Lindell blev landshövding. Kling kvarblev på posten fram till 1969. Under sina tio år som justitieminister lade Kling fram flera uppmärksammade lagar, av vilka de mest betydelsefulla var beredningarna inför de nya grundlagarna, som dock antogs efter hans avgång. Brottsbalken, upphovsrättslagen, jordabalken härrör likaså från hans tid samt barnavårdslagen (1960:97), LVU och införandet av sociala centralnämnder. Han efterträddes av Lennart Geijer som justitieminister, i samband med att samtliga statsråd begärde entledigande vid statsminister Tage Erlanders avgång och Olof Palmes tillträde den 9 oktober 1969.
Under åren som statsråd blev Kling även riksdagsledamot i Första kammaren (1962–1969). När han trätt tillbaka från regeringen, var han ambassadör i Köpenhamn 1969–1973 och i Lissabon 1973–1979.
Kling var gift med Karin Kropp, dotter till direktör William Kropp och Asta Floberg. De är begravda på Sankt Pauli norra kyrkogård i Malmö.